# Julien Lauprêtre
Julien Lauprêtre, né le 26 janvier 1926 à Paris et mort le 26 avril 2019 dans la même ville, est le président du Secours populaire français de 1955 à sa mort.

## Biographie

### Famille et formation
Julien Claude Lauprêtre est né le 26 janvier 1926 dans le 12e arrondissement de Paris, du mariage de Jean Lauprêtre, cheminot, militant syndical, résistant, conseiller municipal communiste de Paris de 1949 à 1965 et conseiller général de la Seine, et de Marie Girard.
Après des études primaires à Paris, il obtient le certificat d'études primaires.
Le 9 août 1947, il épouse Jeanne Antoine, couturière. De ce mariage naissent quatre enfants.

### Carrière professionnelle
De 1940 à 1943, il est apprenti miroitier, puis tailleur de glace à la miroiterie de la rue de la Forge royale, puis à la miroiterie de la Cité industrielle et enfin à celle de la rue du Rhin en 1944.

### Seconde Guerre mondiale
Julien Lauprêtre fonde son propre réseau de jeunes communistes résistants en 1942. Il est arrêté le 20 novembre 1943 pour faits de résistance et incarcéré à la prison de la Santé à Paris. Il y côtoie pendant huit jours Missak Manouchian, le chef du groupe de l’Affiche rouge, qui lui aurait dit : « Moi je suis foutu, je vais être fusillé, mais toi il faut que tu fasses quelque chose d’utile et que tu rendes la société moins injuste ».
Des paroles qui l’ont marqué à jamais et qui vont conditionner son engagement futur. Il passe quatre mois dans cette prison. En avril 1944, il refuse le STO, et se cache à Lyon, chez sa tante. Il est responsable des Jeunesses communistes de 1949 à 1950.

### Engagement
En 1951, il est secrétaire parlementaire du député Raymond Guyot. En 1954, il est nommé secrétaire administratif du Secours populaire français et en 1955, il est élu secrétaire général de l'association au congrès de Gennevilliers,,. Sous son influence, l’association prend son indépendance vis-à-vis du Parti communiste français : donnant priorité à l'action humanitaire devant l'action politique, Julien Lauprêtre pensait que l'association avait à gagner à se recentrer sur son rôle d'association humanitaire plutôt que d'intervenir sur le champ politique. Il développe également l'activité de l'association en faveur des enfants (Pères Noël verts, chasses aux œufs, « journées des oubliés des vacances », etc.).
La croissance considérable du Secours populaire sous sa direction lui vaut la reconnaissance du PCF, qui le nomme dès 1964 membre de son comité central.
En 2009, qualifié d'« indéboulonnable », il déclare : « Tant qu’on veut de moi ici, je reste. Vous savez que je suis le seul président à avoir été réélu ? » Il est aussi présenté comme « l’infatigable avocat des plus pauvres ». Dans les médias, il n’a de cesse d’alerter sur la montée de la pauvreté en France, qu’il qualifie de « raz-de-marée de la misère »,.

### Mort
Le 26 avril 2019, à la suite d'une chute, il est admis dans un hôpital parisien et meurt à 93 ans.

### Distinctions et décorations
- Lauréat du Grand prix du rayonnement français 2015[13].
- Grand officier de la Légion d'honneur Il est fait chevalier le 26 avril 1986, promu officier le 31 décembre 1997[14], puis commandeur le 29 mars 2013[15], avant d'être élevé à la dignité de grand officier le 12 juillet 2017[16].
- Officier de l'ordre des Arts et des Lettres
- Officier de l'ordre national du Burkina Faso[1].